# Praia do Carvoeiro (Lagoa)
Praia do Carvoeiro, também conhecida apenas por Carvoeiro, é uma vila portuguesa que foi sede da extinta Freguesia do Carvoeiro do Município de Lagoa, freguesia que tinha 11,12 km² de área e 2 721 habitantes (2011), e, assim, uma densidade populacional de 233,4 h/km².
A povoação da Praia do Carvoeiro foi elevada à categoria de vila em 19 de Abril de 2001.
A Freguesia do Carvoeiro, que havia sido criada em 11 de Julho de 1985 por desanexação de Lagoa, foi extinta em 2013, no âmbito de uma reforma administrativa nacional, para, em conjunto com a Freguesia de Lagoa, formar uma nova freguesia denominada União das Freguesias de Lagoa e Carvoeiro com sede em Lagoa.

## História

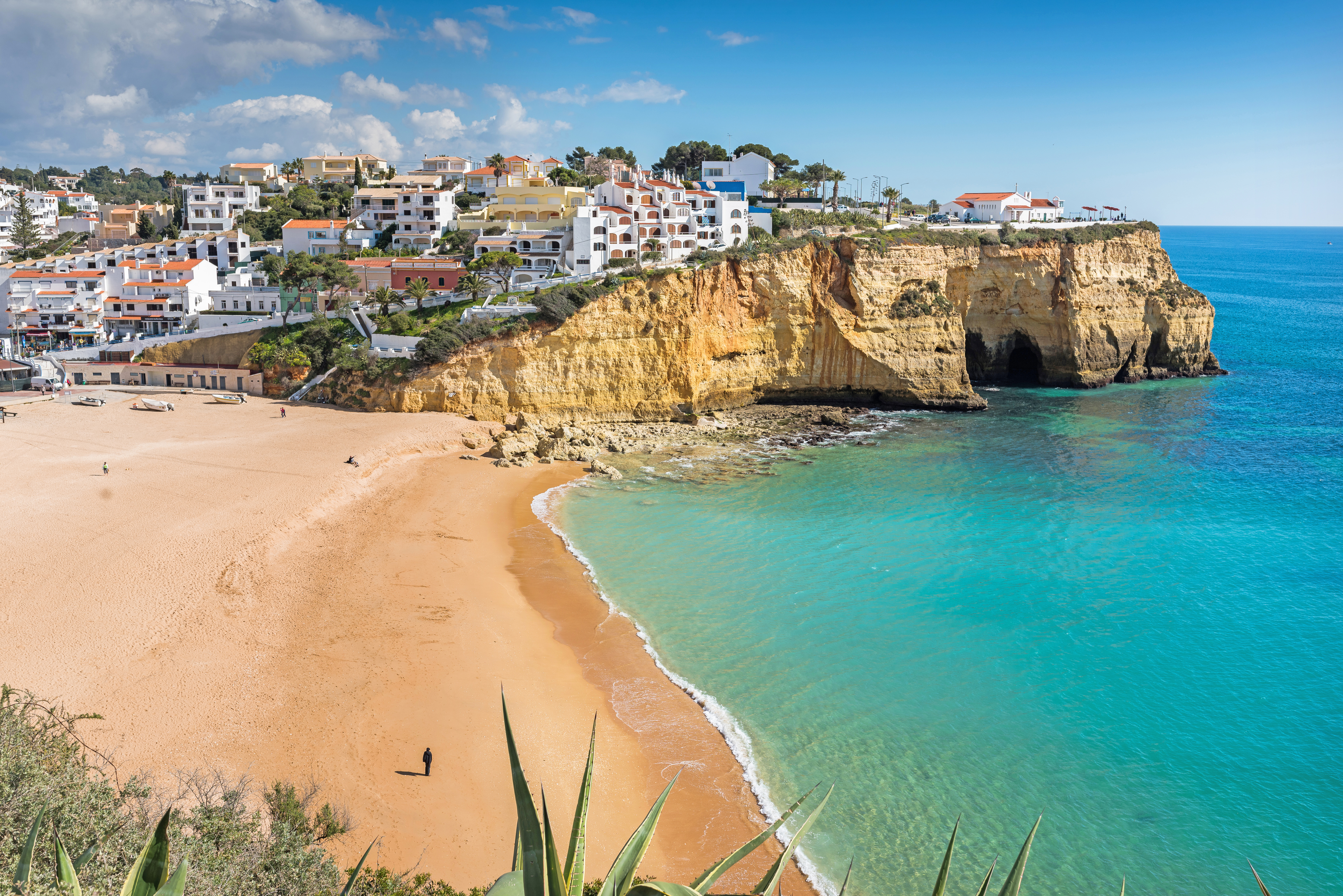
Vista de Carvoeiro (de Oeste).

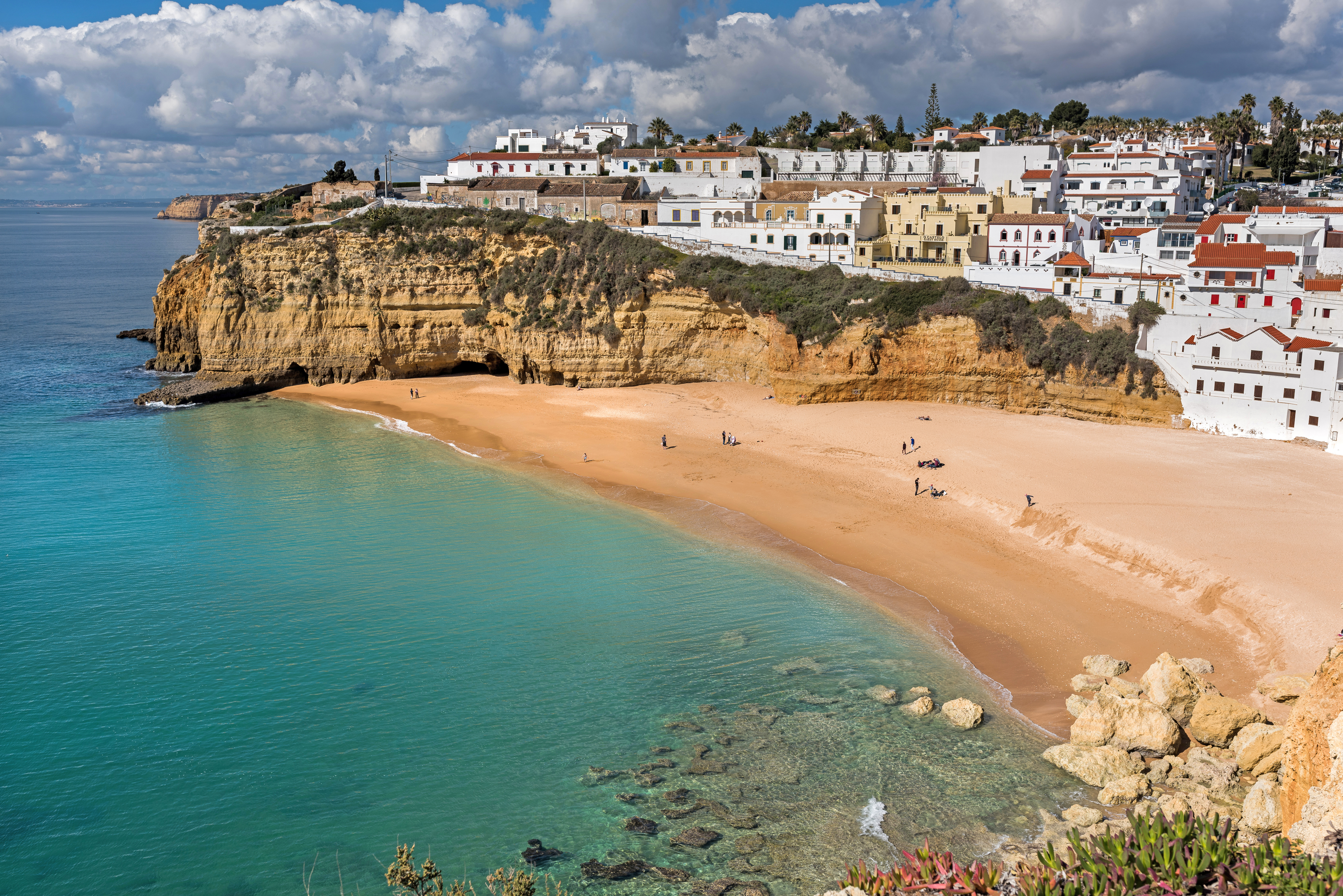
Vista de Carvoeiro (de Este).

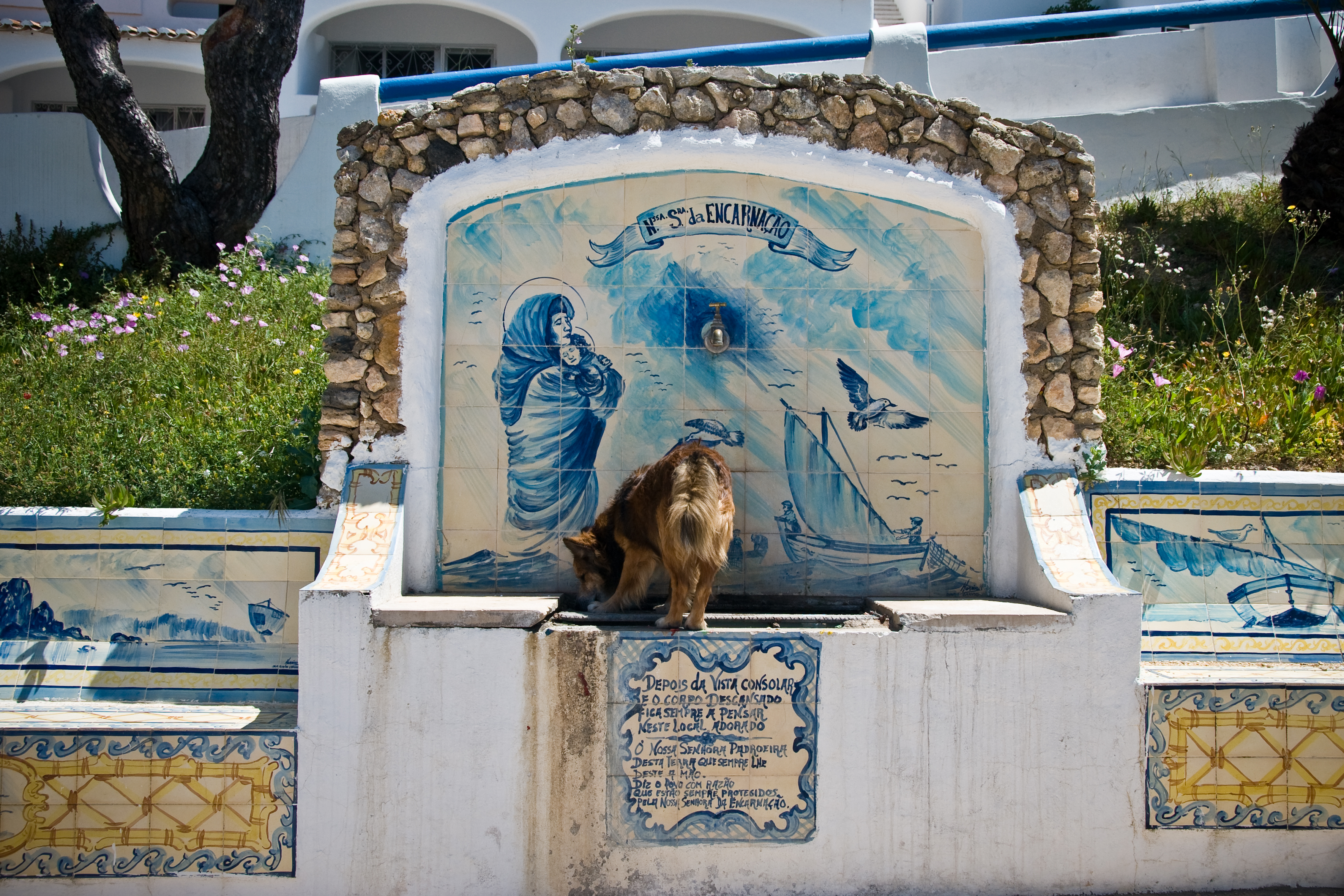
Fontanário de Nossa Senhora da Encarnação, em Carvoeiro.

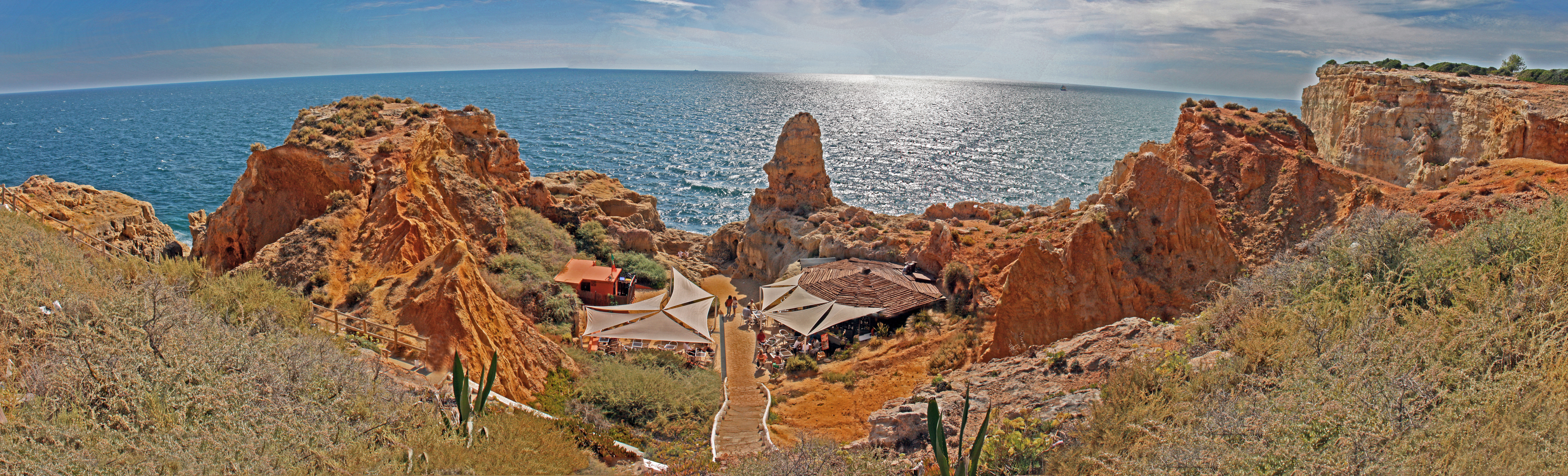
O Algar Seco, em Carvoeiro.

Com uma História antiga, esta pitoresca povoação de pescadores tem vindo a crescer nos últimos anos como centro nevrálgico do turismo no concelho de Lagoa, no Algarve. Situada a cerca de 5 km da cidade de Lagoa, a vila de Carvoeiro oferece um conjunto de pequenas praias recortadas pelas arribas rochosas, com águas límpidas e areias finas, formando locais paradisíacos de veraneio que se tornam adequados ao turismo residencial que tem despontado nos últimos tempos.
Na verdade, já desde tempos imemoriais que Carvoeiro foi alvo de várias atenções civilizacionais. Neste magnífico trecho da costa algarvia, onde a Natureza fez prodígios, o mar foi última morada para romanos, vítimas de batalhas navais e tempestades, cujos vestígios encontrados (um cepo romano e uma âncora) nos comprovam a sua presença.
Como consequência dos frequentes assaltos de pirataria, várias batalhas foram travadas ao longo da costa, nomeadamente a batalha ocorrida em 1544 entre a esquadra de D. Pedro da Cunha e o corsário turco Xarramet.
Segundo fontes históricas, o actual topónimo da vila teria derivado do vocábulo "Caboiere", antigo lugarejo de pescadores de origem árabe-medieval, que resistindo aos sinais do tempo, conseguiu vingar.
A pesca, foi, desde tempos longínquos, o sustento e o ganha pão destas paragens solitárias.
À semelhança do que aconteceu com outras freguesias do concelho, Carvoeiro também acompanhou a expansão da indústria conserveira, responsável pela geração de inúmeros postos de trabalho e riqueza, enquanto laborou em pleno.
Porém, a partir da década de 60, as excelentes condições naturais, permitiram o surto turístico e concomitantemente o desenvolvimento de outras actividades a ele afectas.
As paragens solitárias tornaram-se buliçosas, atractivas, cheias de gente dos mais variados países que em férias ou em negócios vão afluindo cada vez em maior número.
Carvoeiro representa uma opção particularmente atractiva no que se refere à prática do turismo de "sol e praia", golfe e desportos náuticos. O recorte da costa, a qualidade das águas, a amenidade climática, a notoriedade dos campos de golfe, as acessibilidades e infra estruturas criadas e a correcta ocupação do solo em termos de ordenamento, conferem a Carvoeiro as condições necessárias para que se afirme como um dos destinos de qualidade no concelho, procurado por turistas nacionais e estrangeiros.
O sítio do Algar Seco é um verdadeiro ex-líbris desta freguesia, pelo conjunto harmonioso das suas rochas que formam autênticas varandas e janelas naturais sobre o mar. Já o Monte Carvoeiro, do lado oposto, representa a zona costeira mais alta e luxuosa da vila de Carvoeiro.
Caminhar junto ao mar é dos passeios mais belos que se pode aconselhar a quem visita Carvoeiro descobrindo não só a beleza das praias mas apreciando também os testemunhos que a história deixou no seu património arquitectónico, um portal da antiga fortaleza, obra mandada edificar no ano de 1670 e a Ermida de Nossa Senhora da Encarnação, uma capela sobranceira ao mar e que se supõe de construção anterior à edificação da fortaleza com o mesmo nome.
Tem como principal ex-líbris a sua praia, a Praia de Carvoeiro, e como atrativo turístico internacional a zona do Monte Carvoeiro.

## População
| População da freguesia de Carvoeiro | População da freguesia de Carvoeiro | População da freguesia de Carvoeiro | População da freguesia de Carvoeiro | População da freguesia de Carvoeiro | População da freguesia de Carvoeiro | População da freguesia de Carvoeiro | População da freguesia de Carvoeiro | População da freguesia de Carvoeiro | População da freguesia de Carvoeiro | População da freguesia de Carvoeiro | População da freguesia de Carvoeiro | População da freguesia de Carvoeiro | População da freguesia de Carvoeiro | População da freguesia de Carvoeiro |
| ----------------------------------- | ----------------------------------- | ----------------------------------- | ----------------------------------- | ----------------------------------- | ----------------------------------- | ----------------------------------- | ----------------------------------- | ----------------------------------- | ----------------------------------- | ----------------------------------- | ----------------------------------- | ----------------------------------- | ----------------------------------- | ----------------------------------- |
| 1864                                | 1878                                | 1890                                | 1900                                | 1911                                | 1920                                | 1930                                | 1940                                | 1950                                | 1960                                | 1970                                | 1981                                | 1991                                | 2001                                | 2011                                |
|                                     |                                     |                                     |                                     |                                     |                                     |                                     |                                     |                                     |                                     |                                     |                                     | 2 005                               | 2 784                               | 2 721                               |

; 
;                 
;
;

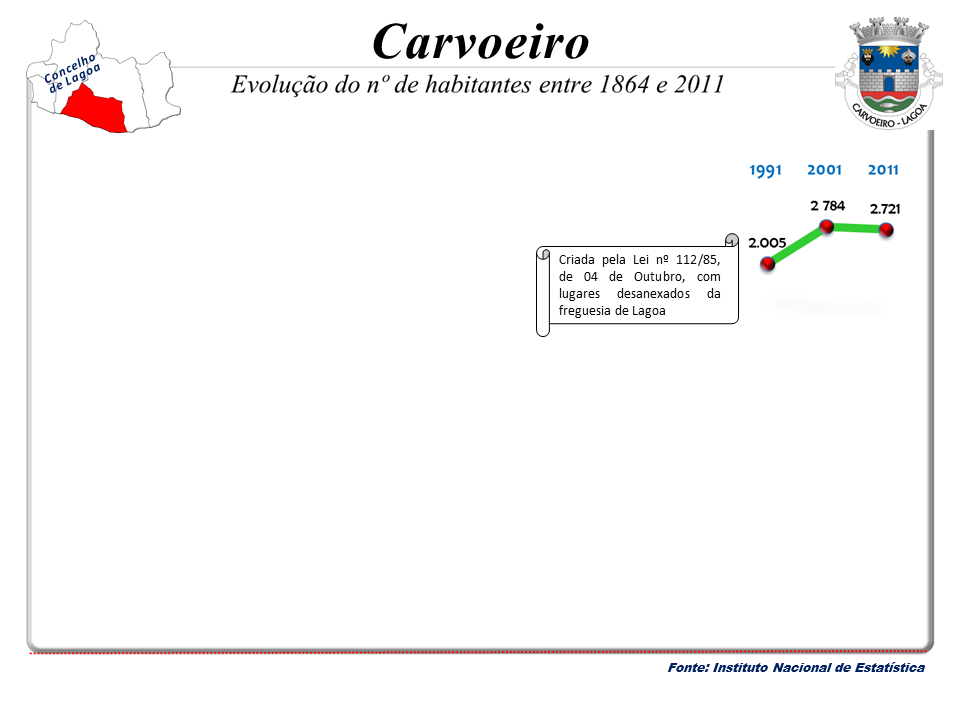
Evolução da População 1991 / 2011

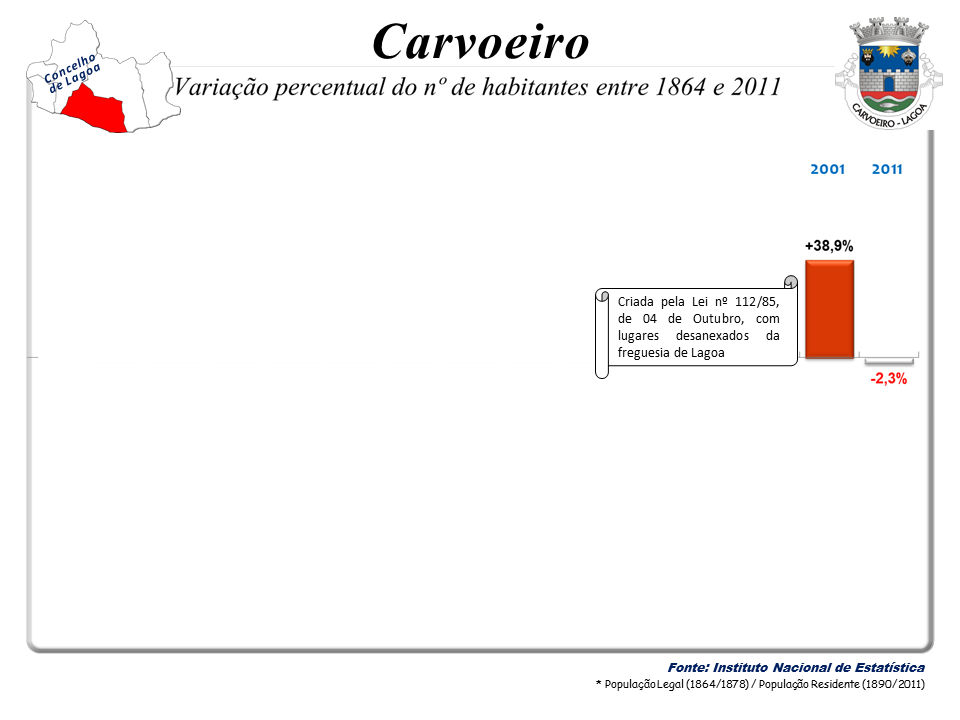
Variação da População 1991 / 2011

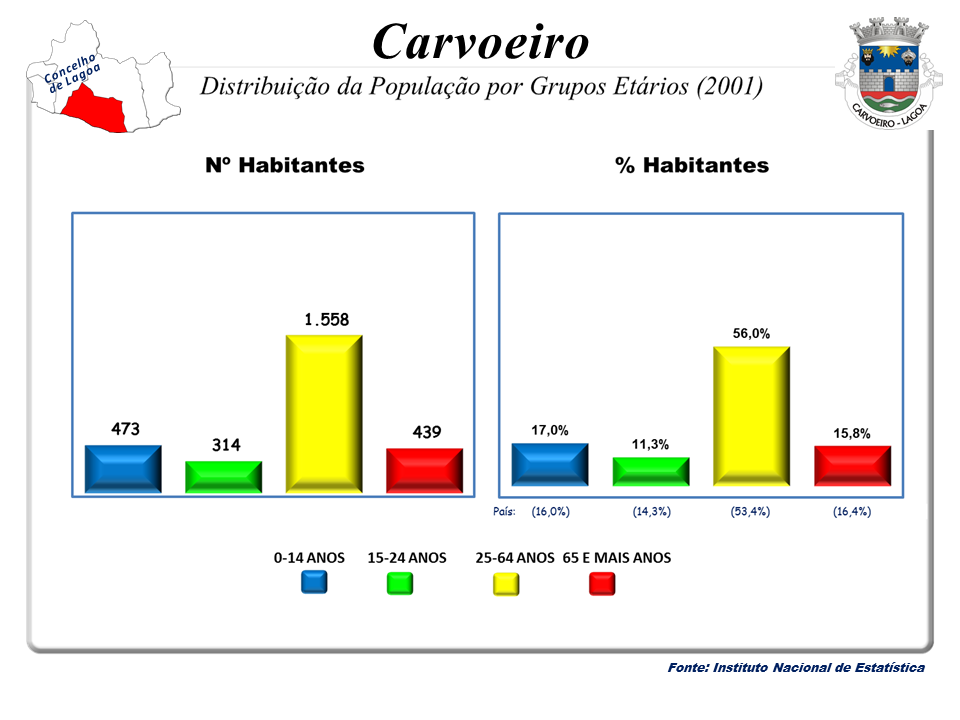
A População em 2001

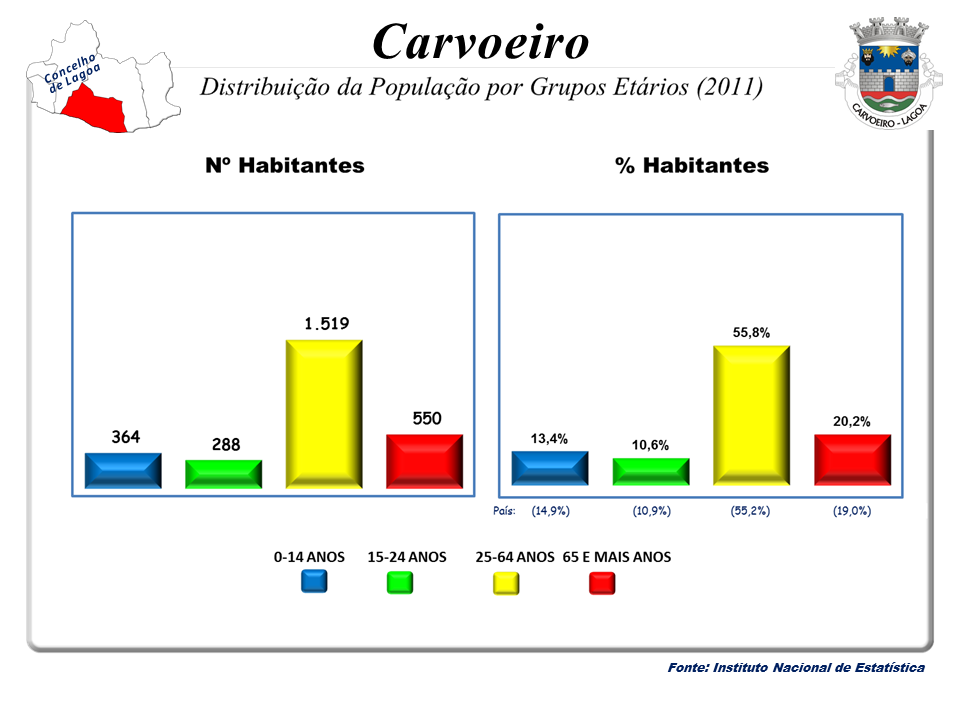
A População em 2011

Criada pela Lei nº 112/85, de 04 de Outubro, com lugares desanexados da freguesia de Lagoa

## Património
- Farol de Alfanzina